# Trippenhuis
La Trippenhuis es una mansión situada junto al canal Kloveniersburgwal, en el centro de la ciudad de Ámsterdam. Fue construida entre 1660 y 1662, en estilo clasicista, para Louis y Hendrick Trip, unos ricos comerciantes de armas de Ámsterdam. Se pueden ver muchas referencias a las armas en su fachada. Durante el siglo XIX, albergó el Rijksmuseum y desde 1887 es la sede de la Real Academia Neerlandesa de Ciencias (KNAW).
El edificio fue diseñado por el arquitecto Justus Vingboons Se trata de una casa doble; en la que se albergan dos grandes casas detrás de una sola fachada de siete amplias ventana. Fue construida para los hijos de Jacob Trip y Margaretha de Geer, Louis y Hendrick. Es la fachada de mayor tamaño de Ámsterdam de ese período y se encuentra incluida en la lista de los 100 lugares más importantes del patrimonio de los Países Bajos. En 1730 la casa de la derecha fue remodelado para Elisabeth van Loon, pero la casa a la izquierda todavía tiene muchos de sus detalles originales, entre los que se incluyen la decoración del techo realizada por Nicolaes de Helt Stockade.